# 愛德華·艾瑞克森

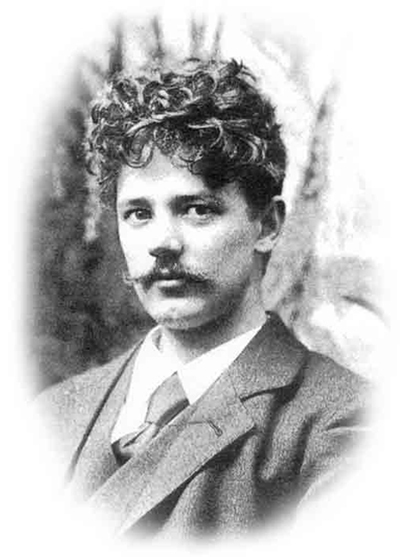
愛德華·艾瑞克森

愛德華·艾瑞克森（丹麥語：Edvard Eriksen，1876年3月10日—1959年1月12日），丹麥雕塑家，著名作品為哥本哈根的小美人魚銅像（The Little Mermaid, in Copenhagen 1909-1913）。
西元1894年－1899年，在丹麥皇家美術學院專修美術，之後學習木雕。西元1908-1919年任教於丹麥皇家美術學院。

## 外部連結
- 小美人魚網站之愛德華·艾瑞克森簡歷介紹 （页面存档备份，存于）